# Infinity (Guru Josh)
Az Infinity, vagy más néven az Infinity (1990s... Time for the Guru) egy 1989-es szám a brit, acid house stílusban tevékenykedő Guru Josh-tól. A számot 2008-ban újra kiadták Infinity 2008 névvel, mely számos országban újra a slágerlisták élére került.

## 1989-es kiadás
A szám először 1989-ben jelent meg az Infinity nevű albumon. Számos országban nagy sikert ért el, például Németországban, az Egyesült Királyságban, Ausztriában, stb. 1990 januárjában az 5. helyen végzett az Egyesült Királyság sikerlistáján, ezután 1990-től napjainkig számos válogatásalbumon is feltűnt.

### Számlista
7" kislemez
1. "Infinity" (1990's... Time for the Guru)
2. "Infinity" (Spacey saxophone mix)

12" maxilemez
1. "Infinity" (1990's... Time for the Guru 12" mix) – 7:25
2. "Infinity" (Spacey saxophone mix) – 4:03
3. "Infinity" (1990's... Time for the Guru 7" mix) – 4:00

#### Elismerések
| Ország      | Elismerés  | Dátum | Megerősített eladások száma |
| ----------- | ---------- | ----- | --------------------------- |
| Németország | Aranylemez | 1990  | 150000                      |

## Infinity 2008
2007-ben megalakult a Guru Josh Project, melynek tagjai Guru Josh, Snakebyte és Darren Bailie lettek. Az általuk kiadott Infinity 2008 újrafeldolgozás DJ Klaas remixelt változatában 2008 és 2009 slágere lett. A kiadás első helyezett lett Franciaországban, Belgiumban, Dániában és az Eurochart Hot 100 listán, illetve második helyezett lett a német dance toplistán és 3. az Egyesült Királyság kislemez-toplistáján.
A számot Paul Walden (Guru Josh) írta, Klaas Gerling (DJ Klaas) és Jerome Isma-Ae rendezésében. Az EMI Music Publishing Ltd. adta ki.
A számhoz tartozó videóklipet majdnem 70 millióan látták a Youtube-on, ezzel a weboldal egyik legtöbbször megtekintett videójává vált.

### Számlisták
CD kislemez
1. "Infinity 2008" (Klaas vocal edit) – 3:12
2. "Infinity 2008" (Klaas remix) – 6:29
3. "Infinity 2008" (Jerome Isma-ae remix) – 7:33

CD maxilemez
1. "Infinity 2008" (Klaas remix) – 6:29
2. "Infinity 2008" (Jerome Isma-ae remix) – 7:30
3. "Infinity 2008" (Steen Thottrup Chill mix) – 6:02
4. "Infinity 2008" (Klaas vocal edit) – 3:12

12" maxilemez
1. "Infinity 2008" (Klaas remix) – 6:29
2. "Infinity 2008" (Jerôme Isma-ae remix) – 7:31

CD maxilemez - remixek
1. "Infinity 2008" (Klaas vocal edit) – 3:12
2. "Infinity 2008" (commercial radio edit) – 4:25
3. "Infinity 2008" (Klaas vocal mix) – 4:54
4. "Infinity 2008" (Klaas remix) – 6:29
5. "Infinity 2008" (Jerôme Isma-ae remix) – 7:32
6. "Infinity 2008" (Yvan and Dan Daniel remix) – 6:50
7. "Infinity 2008" (Magic Mitch club mix) – 5:54
8. "Infinity 2008" (Steen Thottrup Chill mix) – 6:00

#### Elismerések
| Ország        | Elismerés             | Dátum              | Megerősített eladások száma |
| ------------- | --------------------- | ------------------ | --------------------------- |
| Belgium       | Aranylemez            | 2008. december 12. | 15000                       |
| Németország   | Aranylemez            | 2008               | 150000                      |
| Svédország    | Aranylemez            | 2009. április 3.   | 10000                       |
| Spanyolország | 3-szoros platinalemez | 2009               | 120000                      |

## Külső hivatkozások
- Infinity2008.com
- TranceSound interjú, 2010. május (angolul)